# 68 Pułk Piechoty (Imperium Rosyjskie)

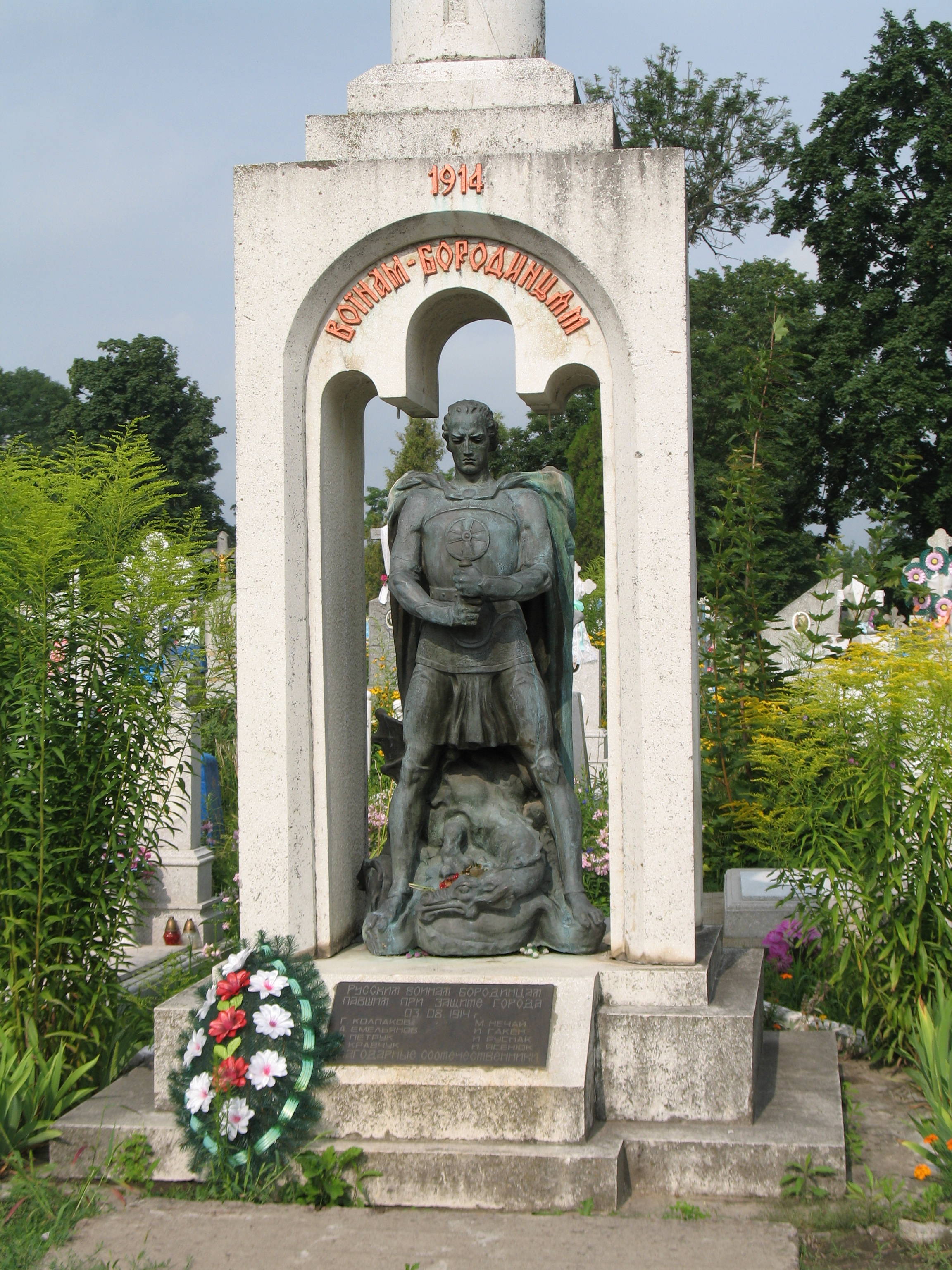
Pomnik poświęcony żołnierzom 68 Borodińskiego pp we Włodzimierzu

68 Borodiński Pułk Piechoty Imperatora Aleksandra III (ros. 68-й пехотный Бородинский Императора Александра III полк) – pułk piechoty okresu Imperium Rosyjskiego.

## Charakterystyka
Sformowany 29 listopada 1796. Stacjonował między innymi w m. Włodzimierz Wołyński.Pułk wziął udział w działaniach zbrojnych epoki napoleońskiej, a także w działaniach zbrojnych okresu I wojny światowej.

 W przededniu I wojny światowej pułk etatowo posiadał cztery bataliony po cztery kompanie oraz kompanię tyłową. Kompania piechoty czasu wojny liczyła około 240 żołnierzy i 4–5 oficerów. Na szczeblu pułku występował także pododdział karabinów maszynowych (8 km), łączności (w tym 14 konnych gońców i 21 telefonistów) i zwiadowczy (64 zwiadowców, w tym 4 kolarzy). W sumie pułk liczył około 4000 żołnierzy.

## Podporządkowanie
Lipiec 1914:
- 19 Korpus Armijny – Białystok
  - 17 Dywizja Piechoty – Chełm
    - 2 Brygada Piechoty – Kowel
      - 68 Borodiński pułk piechoty – Włodzimierz Wołyński